# Disturbo comportamentale del sonno REM
Il disturbo comportamentale del sonno REM (in inglese REM behavior disorder o RBD) è una parasonnia in cui le persone agiscono i propri sogni. È stato descritto per la prima volta nel 1986.
Il disturbo implica un comportamento anomalo durante la fase del sonno REM. La caratteristica principale dell'RBD è la perdita dell'atonia muscolare durante il sonno REM, altrimenti intatto (durante il quale l'atonia non solo è normale ma necessaria). La perdita dell'inibizione motoria porta a comportamenti del sonno che vanno da semplici contrazioni degli arti a movimenti integrati più complessi che possono essere violenti e provocare lesioni all'individuo o ai suoi compagni di letto.
L'eziologia del disturbo non è ancora ben compresa, ma l'RBD è considerato un forte predittore della progressione verso una sinucleinopatia (solitamente malattia di Parkinson o demenza a corpi di Lewy).
La melatonina e il clonazepam sono utili nel trattamento dell'RBD, anche se la prima presenta meno effetti collaterali. Farmaci che possono peggiorare la patologia sono il tramadolo, la mirtazapina e i betabloccanti.